# Giuseppe Vita
Giuseppe Vita (Favara, 28 aprile 1935) è un dirigente d'azienda italiano.
Fino al 2001 è stato Presidente del Consiglio di Gestione della società farmaceutica berlinese Schering AG, Presidente fino al 2006 del Consiglio di Sorveglianza della stessa e dal 2002 è Presidente del Consiglio di Sorveglianza della Axel Springer SE. Dal mese di maggio 2012 ad aprile 2018 è stato Presidente del Consiglio di Amministrazione di UniCredit S.p.A.

## Biografia

### Origini e formazione
Giuseppe Vita è cresciuto in Sicilia in una famiglia di 7 fratelli e 7 sorelle. È sposato, ha due figli adulti, ha vissuto tra Berlino e la Svizzera e adesso vive a Milano. Conseguita la maturità nel 1953, Vita studia medicina alle Università di Catania e di Roma. Dopo la laurea (summa cum laude) nel 1959, nel 1961 ottiene la specializzazione in radiologia. Nel 1962-1963 ottiene una borsa di studio all'Istituto di radiologia dell'Università Johannes Gutenberg di Magonza.

### Profilo professionale
Nel 1964 inizia a lavorare per la Schering AG nella ricerca sui mezzi di contrasto per la radiologia e si trasferisce a Berlino Ovest. Già nel 1968 gli viene affidato l'incarico di riaprire il mercato italiano ai prodotti della Schering AG con la costituzione della Schering SpA a Milano, che fa crescere fino a farla diventare una florida impresa. Nel 1987 torna alla casa madre del gruppo, a Berlino, e viene nominato Membro del Consiglio di Gestione della Schering AG. Nel mese di giugno 1989 succede a Horst Witzel alla Presidenza del Consiglio di Gestione della società.

### Alcune cariche ricoperte
In Germania, nell'estate 2001 Giuseppe Vita viene nominato Membro del Consiglio di Sorveglianza della società Axel Springer AG e il 1º luglio 2002 assume la carica di Presidente del Consiglio di Sorveglianza del gruppo editoriale. È inoltre consigliere della Fondazione Deutsche Nationalstiftung, istituita da Helmut Schmidt. 
Dopo aver cessato l'attività operativa in seno alla Schering, nel 2001 Giuseppe Vita vi assume la carica di Presidente
del Consiglio di Sorveglianza, che mantiene fino al 2006, occupandosi da ultimo della cessione a Bayer AG per 17 miliardi di Euro. È stato anche
Presidente del Consiglio di Sorveglianza della Hugo Boss AG (2000-2008) e della Deutz AG (2006-2009), nonché membro del Consiglio di Sorveglianza della Allianz Lebensversicherungs-AG, della Continental Ag, della Herlitz AG, della Gerling Versicherung di Colonia, della Evonik Degussa (ex Degussa AG) e della Vattenfall Europe AG (tra il 2002 e il 2008 e fin dal 1990 della Bewag (Berlino).
In Italia è dal 2012 al 2018 è stato Presidente del Consiglio di Amministrazione di UniCredit S.p.A. ed è membro del comitato esecutivo dell'Aspen Institute Italia, è membro della Commissione Trilaterale.. Sempre nel 2012 è eletto in seno al Consiglio di Amministrazione dell'Istituto per gli Studi di Politica Internazionale (ISPI). Fin dal 2002 è Presidente onorario di Deutsche Bank SpA Italia. È stato Presidente del Consiglio di Amministrazione di Allianz S.p.A., del Gruppo Banca Leonardo e di
Banca Leonardo in Svizzera, di Deutsche Bank Italia, e Consigliere di Amministrazione della Barilla S.p.A., della Humanitas S.p.A., della Pirelli S.p.A. Da febbraio 2009 a fine 2012 Vita
è stato anche membro del Consiglio di Sorveglianza della Medical Park AG di Ernst
Freiberger. Dal 2006 al 2007 è stato Presidente della Fondazione Robert-Koch-Stiftung e ha fatto parte dal 2009 del Consiglio di Sorveglianza e poi del Consiglio della fondazione del Dussmann Group. Fino al 2012 ha fatto parte dell'organo direttivo della Deutsche Gesellschaft für Auswärtige Politik. Fino a maggio 2013 ha fatto parte del Consiglio di Amministrazione di RCS MediaGroup S.p.A., da gennaio 2016 è membro dell'European Financial Services Roundtable.